# Таллинский машиностроительный завод
Та́ллинский машинострои́тельный заво́д (эст. Tallinna Masinatehas AS, TMT) — машиностроительное предприятие в Таллине, Эстония. Было основано в 1875 году и в год основания носило название «Акционерное общество машиностроительного завода „Франц Крулль“» (нем. AG Franz Krull; эст. AS Franz Krull). В годы советской власти завод был одним из крупнейших машиностроительных предприятий Эстонии; численность его работников в 1979 году составила 2058 человек. Акционерное общество «ТМТ» в Таллине ликвидировано в 2019 году.
В настоящее время предприятие Таллинский машиностроительный завод (эст. Tallinna Masinatehas OÜ) работает в городе Маарду по адресу ул. Нурмевялья 4. Численность его работников по состоянию на 31 декабря 2023 года составила 25 человек. Датой основания предприятия согласно бизнес-регистру является 15 ноября 2013 года.
На территории бывшего завода в Таллине создаётся офисно-жилой квартал Крулля (эст. Krulli kvartal).

## История завода

### В Эстляндской губернии Российской империи
Завод ведёт свою историю от приобретённой Францем Круллем в 1865 году в Нарве (Эстляндская губерния) мастерской по обработке меди.
Франц Крулль (Franz Joachim Heinrich Krull, 8.03.1835—19.05.1901) был российским промышленником немецкого происхождения. В Германии он обучался по специальности «машиностроение» и в 1864 году был послан в Новгородскую губернию в качестве работника машиностроительного завода. В Нарве Франц Крулль сначала занимался производством оборудования для изготовления вина.
В 1875 году созданное Круллем предприятие было переведено в Ревель, в 1899 году преобразовано в «Акционерное общество машиностроительного завода „Франц Крулль“». Акционерное общество находилось по адресу улица Копли д. 68, где построили современный заводской комплекс, состоявший из 12 больших производственных корпусов, а также конторского и жилого зданий. До Первой мировой войны завод выпускал изделия из чугуна и стали, холодильное оборудование и судовые отопительные установки.
В 1909 году на заводе работали 250 человек, в 1913 году — 440. За два десятка лет завод стал одним из крупнейших машиностроительных предприятий царской Эстонии.

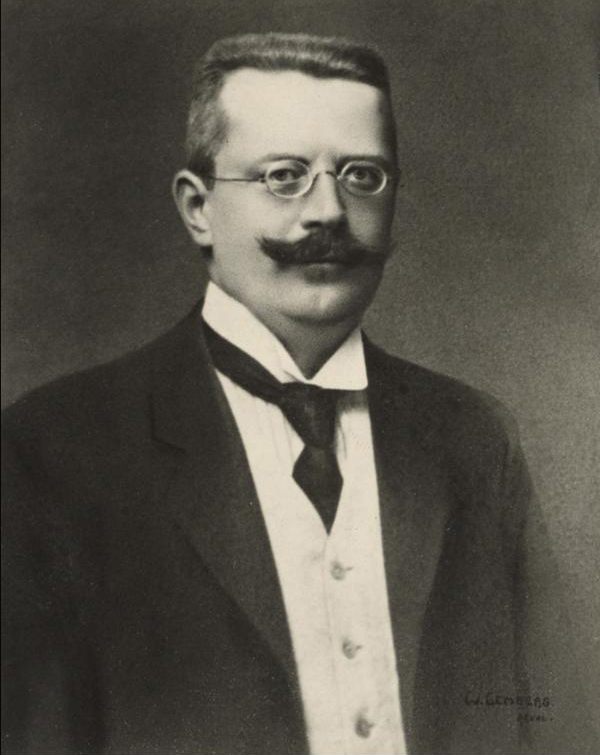
Франц Крулль, 1895 год
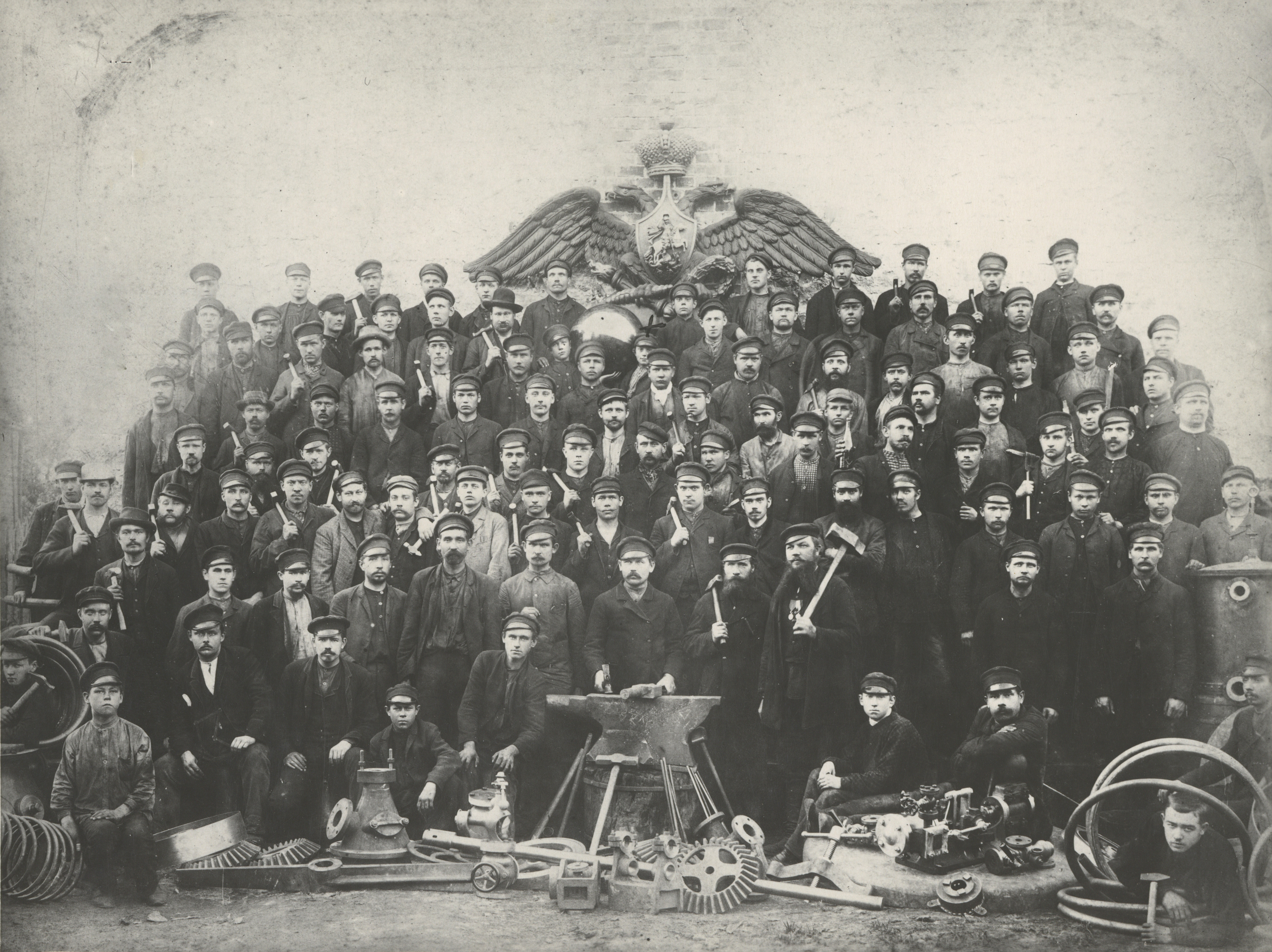
Рабочие завода Франца Крулля, 1895 год
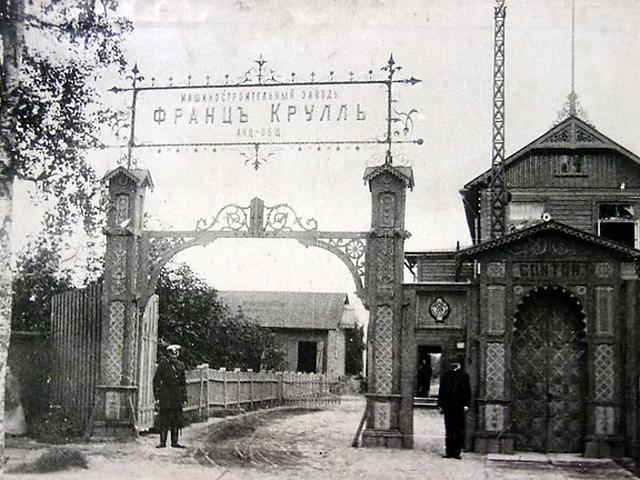
Вход на завод Франца Крулля, конец XIX — начало XX вв.
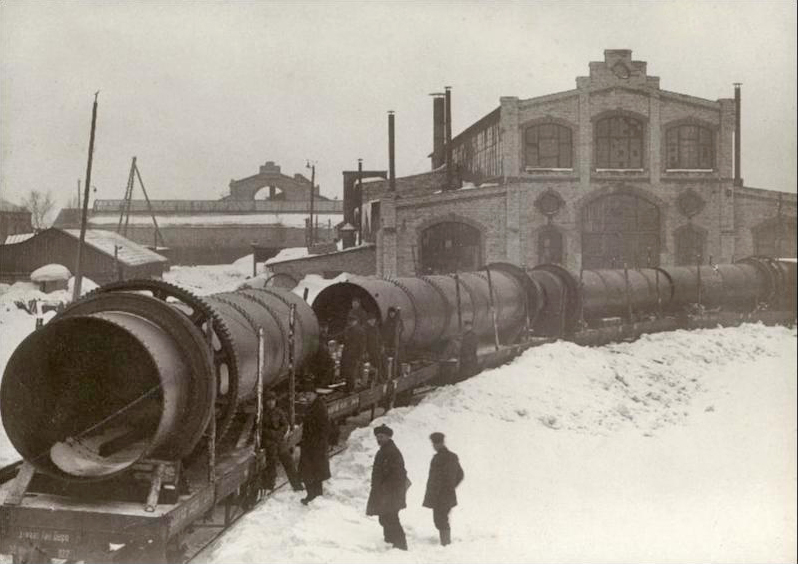
Железнодорожные платформы с продукцией машзавода Франца Крулля на территории завода, 1900—1910 годы
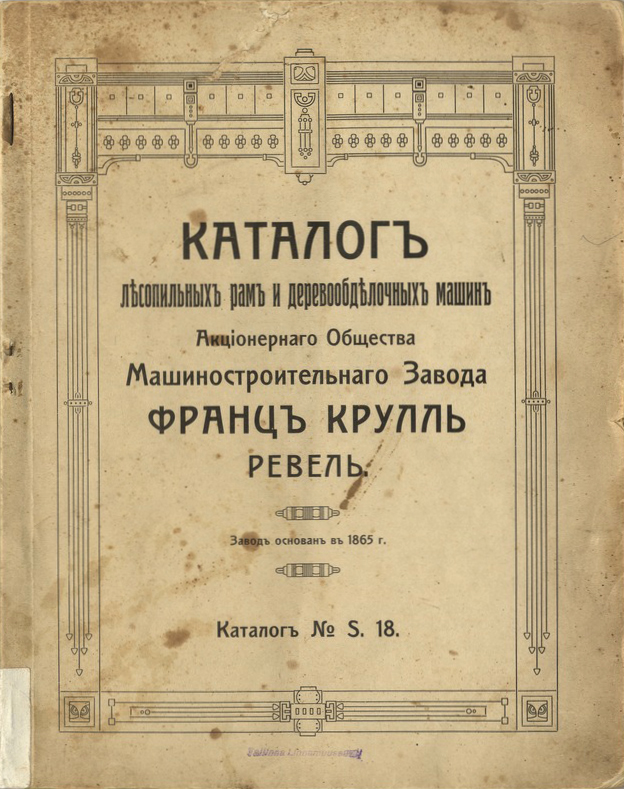
Каталог машзавода Франца Крулля, 1913 год

### В Первой Эстонской Республике
Во времена Первой Эстонской республики завод производил котлы отопления, отопительные устройства, оборудование для электростанций, сельскохозяйственные орудия.
В 1928 году на заводе было начато производство оборудования для добычи и переработки горючих сланцев.

### В Советской Эстонии
В 1940 году завод был национализирован и назван «Красный Круль». В начале Великой Отечественной войны, летом 1941 года, всё оборудование завода, а также 357 рабочих было эвакуировано.
5 июня 1945 года завод Франца Крулля переименовали в Завод № 9 Главгазтоппрома, в 1949 году — в Таллинский машиностроительный завод.
После Второй мировой войны завод специализировался на производстве оборудования для сланцевой и газовой промышленности, а также подъёмного оборудования.

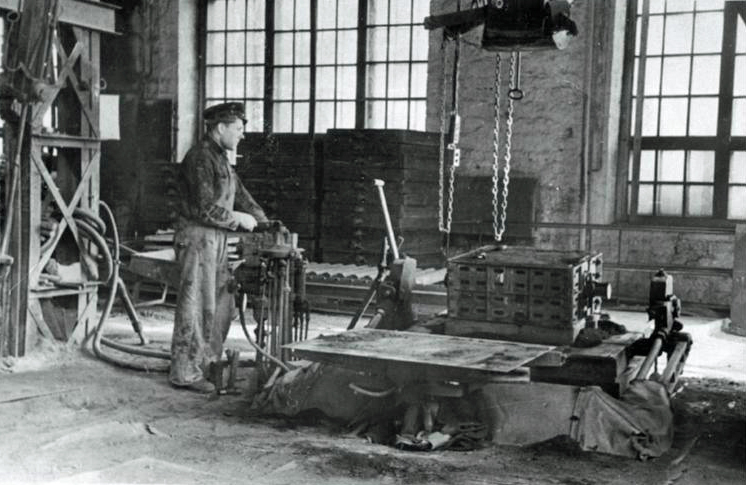
Формовочный станок машзавода, 1950 год

С 1963 года завод являлся головным предприятием по отработке конструкторской документации, изготовлению опытных образцов и серийной продукции в системе Министерства химического и нефтяного машиностроения СССР.
В 1965 году завод был награждён орденом Трудового Красного Знамени.
В 1970 году завод первым в СССР освоил производство аппаратов воздушного охлаждения для газовой промышленности. Изготавливаемая заводом продукция составляла 25 % от всей потребности российской нефтегазовой промышленности в теплообменном оборудовании, была хорошо известна и поставлялась во все республики СССР, а также в страны Восточной Европы и Азии.
Завод выпускал также нестандартизированное и ультразвуковое оборудование, нефтеаппаратуру и оборудование для химической промышленности.
В 1974—1990 годах предприятие носило название «Таллинский машиностроительный завод имени Й. Лауристина».
В феврале 1972 года во время своего визита в Таллин почётным гостем завода был дважды Герой Советского Союза, лётчик-космонавт Виталий Иванович Севастьянов.
В 1978 году заводом было произведено продукции на 37,4 миллиона рублей.
На 1 января 1979 года численность работников завода составляла 2058 человек. По численности работающих предприятие входило в первую десятку машиностроительных заводов Эстонской ССР.
Более 30 лет на заводе проработал Герой Социалистического Труда А. Я. Валдов.

#### Памятник работникам машиностроительного завода, павшим в годы Второй мировой войны

Памятник работникам Таллинского машиностроительного завода, павшим в годы Второй мировой войны. Снесён в 2022 году

Памятник работникам машиностроительного завода, павшим в годы Второй мировой войны, был открыт на территории машзавода в 1970 году в честь 25-летия победы над фашистской Германией. На высокой стеле был текст на эстонском языке «Вечная память рабочим завода, отдавшим свою жизнь в борьбе за нашу советскую родину в годы Великой Отечественной войны 1941—1945» и выбиты 29 (в основном — эстонских) имён тех, кто, записавшись в народное ополчение, участвовал в обороне города, кто воевал в составе Эстонского стрелкового корпуса или же погиб в застенках таллинской тюрьмы и концлагере; среди них — два коммуниста, остальные — беспартийные. За стелой была установлена длинная узкая бетонная плита с текстом на русском языке «Вечная слава героям, павшим за независимость нашей Родины» и чаши для цветов. Памятник был снесён городскими властями осенью 2022 года.
Имена работников завода на демонтированном памятнике: Erich Pikk (Эрих Пикк), Valter Neeris (Вальтер Неэрис), Jaan Kipper (Яан Киппер), Jaan Jaaska (Яан Яаска), Vladimir Petrovõhh (Владимир Петровых), Jaan Roht (Яан Рохт), Albert Veski (Альберт Вески), Arnold Sirel (Арнольд Сирель), Richard Toming (Рихард Томинг), Eduard Teimann (Эдуард Тейманн), Artur Lipp (Артур Липп), Valter Järvapera (Вальтер Ярвапера), Juhan Loo (Юхан Лоо), Aleksei Muttik (Алексей Муттик), Alfred Saal (Альфред Сааль), Martin Kuldre (Мартин Кулдре), Grigori Bessonov (Григорий Бессонов), Vallo Urbla (Валло Урбла), Julius Normak (Юлиус Нормак),  Paul Õunapuu (Пауль Ыунапуу), Juhan Ruut (Юхан Руут), Hans Rattas (Ханс Раттас), Maksim Menkov (Максим Менков), Voldemar Maiste (Вольдемар Майсте), Hans Hamburg (Ханс Хамбург), Aleksei Saar (Алексей Саар), Aleksander Ling (Александр Линг), Johannes Lipp (Йоханнес Липп), Jaan Veide (Яан Вейде).

### После восстановления независимости Эстонии
В 1993 году предприятие было приватизировано, в 2000 сменил собственника, в 2002 году — открытo представительство завода в России.

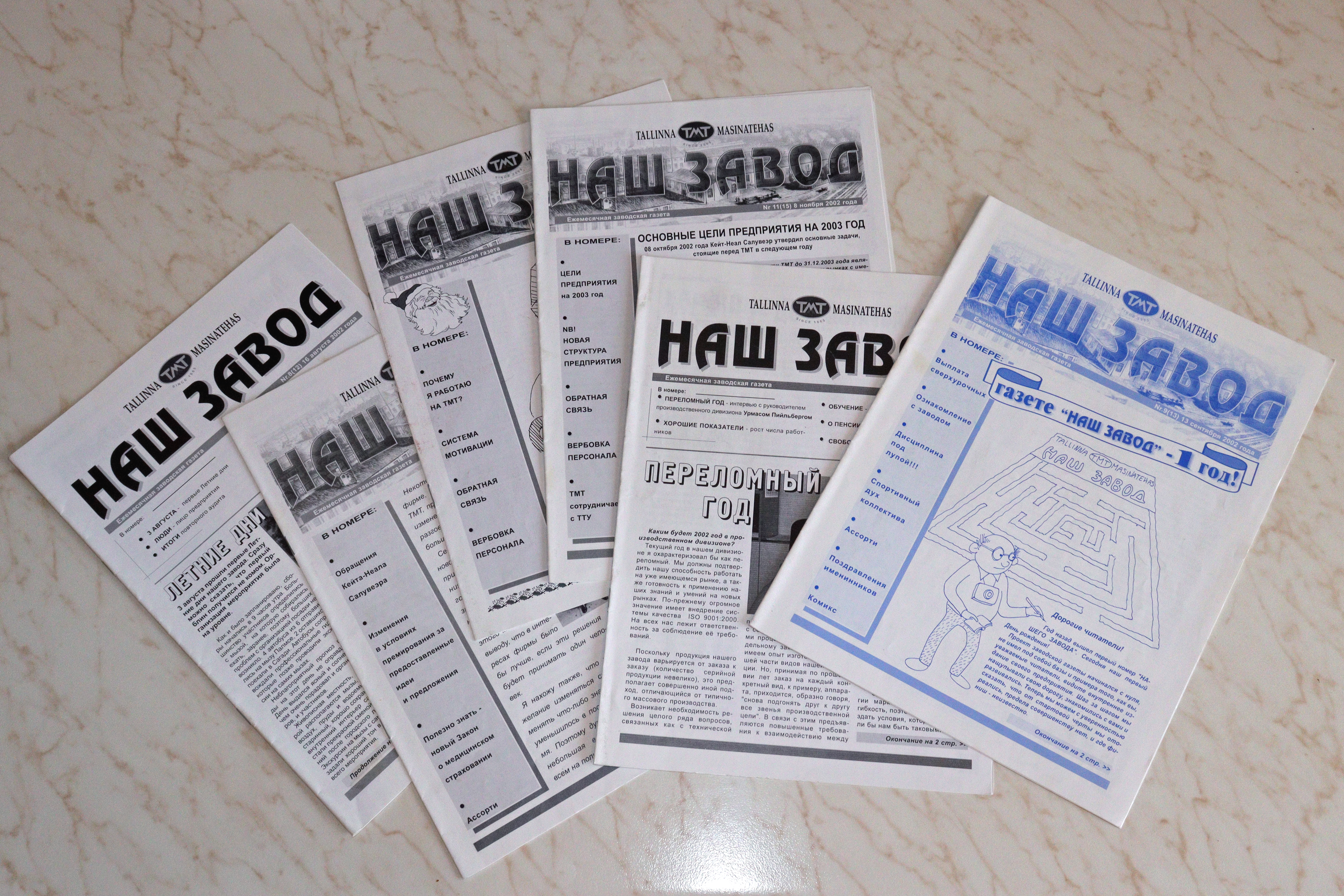
Издававшиеся в 2002—2004 гг. на русском языке газеты Таллинского машзавода

В 2005 году завод снова сменил собственника, в 2012 году вошёл в состав холдинга. На сайте предприятия говорилось, что в 2012 году TMT удерживал позиции крупнейшего производителя аппаратов воздушного охлаждения в Балтийском и Северном регионах, около 90 % продукции ТМТ поставляется российским партнёрам, и изготовленное ТМТ оборудование используется при транспортировке примерно 30 % потребляемого в Европе газа.
Численность работников головной конторы — TMT Holding OÜ — в 2019 году составляла 7 человек, виды деятельности: аренда и управление собственным или арендованным недвижимым имуществом и деятельность головных офисов. В 2021 году основным видом деятельности ТМТ было производство холодильного и вентиляционного оборудования, численность работников составляла 15 человек. Кроме ТМТ в состав холдинга входили ещё 2 предприятия: Baltic Metal Construction OÜ (в 2019 году — 14 работников, основной вид деятельности — производство холодильного и вентиляционного оборудования) и Techno Serv OÜ (в 2019 году — 1 работник, основной вид деятельности — экспедирование перевозок).
Предприятие прекратило деятельность в 2019 году. 14 февраля 2019 года на основе заявления ликвидатора оно было удалено из Бизнес-регистра.
В настоящее время в городе Маарду работает основанное 15 ноября 2013 года одноимённое предприятие Таллинский машиностроительный завод (OÜ Tallinna Masinatehas). По состоянию на 31 марта 2023 года численность его персонала составила 29 человек.

## Директора завода

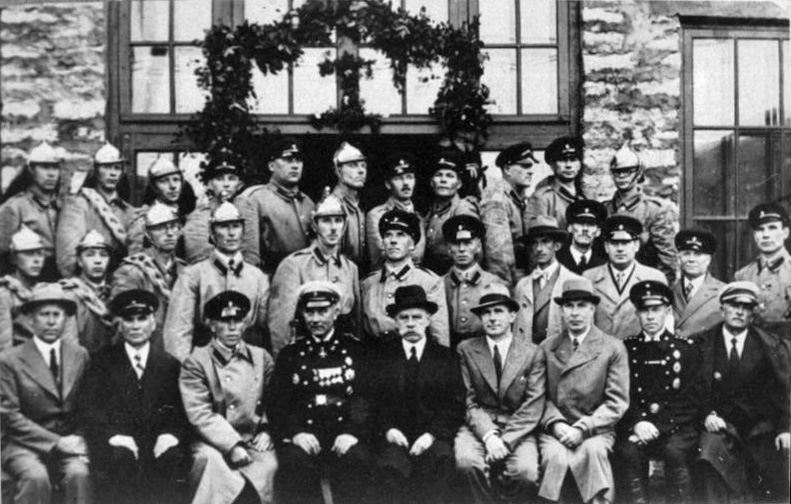
Пожарные машзавода «Франц Круль», в первом ряду в центре — П. М. Шелоумов. 1937 год

- Леонид Моисеевич (Максимович) Пумпянский, профессор Петроградского университета (с 1919 года), в 1925 году эмигрировал в Эстонию;
- Пётр Михайлович Шелоумов, профессор Петербургского технологического института (1917—1918), в 1919 году эмигрировал в Эстонию, технический директор завода с 1928 года, директор с 1940 года;
- Вильяр Хугович Вескивяли (Viljar Veskiväli) — с 1973 года[1];
- Алексей Степанович Мороз (Aleksei Moroz) — с 1982 года.
- Кейт-Неал Салувеер (Keith Neal Saluveer) — последний директор до ликвидации завода. До него в разные годы у руководства заводом стояли также Пеэтер Тава (Peeter Tava), Сергей Денисенко (Sergei Denissenko), Игорь Тимофеев (Igor Timofejev), Сергей Тюрин (Sergey Tyurin), Михаил Глущенко (Mihhail Gluštšenko) и Юрий Дебилов (Yuri Debilov)[18].

## Кинохроника
На Таллинской киностудии художественных и документальных фильмов и киностудии «Таллинфильм» были сняты документальные фильмы о заводе имени Лауристина:
- 1960 — V. I. Lenini sünniaastapäeva eel. Tööprotsess Tallinna Masinatehase valukojas / Накануне дня рождения В. И. Ленина. Трудовой процесс в литейной мастерской Таллинского Машиностроительного завода, режиссёр Валерия Андерсон (Valeria Anderson)
- 1961 — Tallinna Masinatehase lukksepad / Слесари Таллинского Машиностроительного завода, режиссёр Валерия Андерсон (Valeria Anderson)
- 1961 — NLKP XXII kongressi eel. Tallinna Masinatehases / Накануне XXII съезда КПСС. На Таллинском Машиностроительном заводе, режиссёр Александр Мандрыкин (Aleksandr Mandrõkin)
- 1963 — Tallinna Masinatehases / На Таллинском Машиностроительном заводе, режиссёр Реэт Касесалу (Reet Kasesalu)
- 1965 — Tallinna Masinatehase 100. aastapäev / 100-летний юбилей Таллинского Машиностроительного завода, режиссёр Александр Мандрыкин (Aleksandr Mandrõkin)
- 1970 — Tallinna Masinatehases / На Таллинском Машиностроительном заводе, режиссёр Реэт Касесалу (Reet Kasesalu)
- 1973 — Tallinna Masinatehase uus valutsehh / Новый литейный цех Таллинского Машиностроительного завода, режиссёр Валерия Андерсон (Valeria Anderson)
- 1974 — Laupäevak Tallinna Masinatehases / Субботник на Таллинском Машиностроительном заводе, режиссёр Тойво Кусмин (Toivo Kusmin)
- 1974 — Sotsialistlik võistlus Tallinna Masinatehases / Социалистическое соревнование на Таллинском Машиностроительном заводе, режиссёр Хели Спеэк (Heli Speek)
- 1975 — J. Lauristini nim Tallinna Masinatehases / Таллинский Машиностроительный завод им. Й. Лауристина, режиссёр Хели Спеэк (Heli Speek)
- 1975 — J. Lauristini nim Tallinna Masinatehase õhkjahutid / Аппараты воздушного охлаждения производства Таллинского Машиностроительного завода им. Й. Лауристина,  режиссёр Юлия Гутева (Julia Guteva)
- 1976 — Harald Perri brigaad Tallinna Masinatehases / Бригада Харальда Перри на Таллинском Машиностроительном заводе, режиссёр Тойво Кузмин (Toivo Kuzmin)
- 1979 — Brigaaditöövõtt Tallinna Masinatehases / Бригадный подряд на Таллинском Машиностроительном заводе, режиссёр Хели Спеэк (Heli Speek)
- 1980 — Töörütm Tallinna Masinatehases /  Трудовой ритм на Таллинском Машиностроительном заводе, режиссёр Владимир Маак (Vladimir Maak)
- 1983 — J. Lauristini nimelise Tallinna Masinatehase parteiorganisatsiooni 75. aastapäeva tähistamine / Празднование 75-летия партийной организации Таллинского машиностроительного завода им. Й. Лауристина», режиссёр Реэт Касесалу (Reet Kasesalu)

## Памятники культуры, связанные с заводом

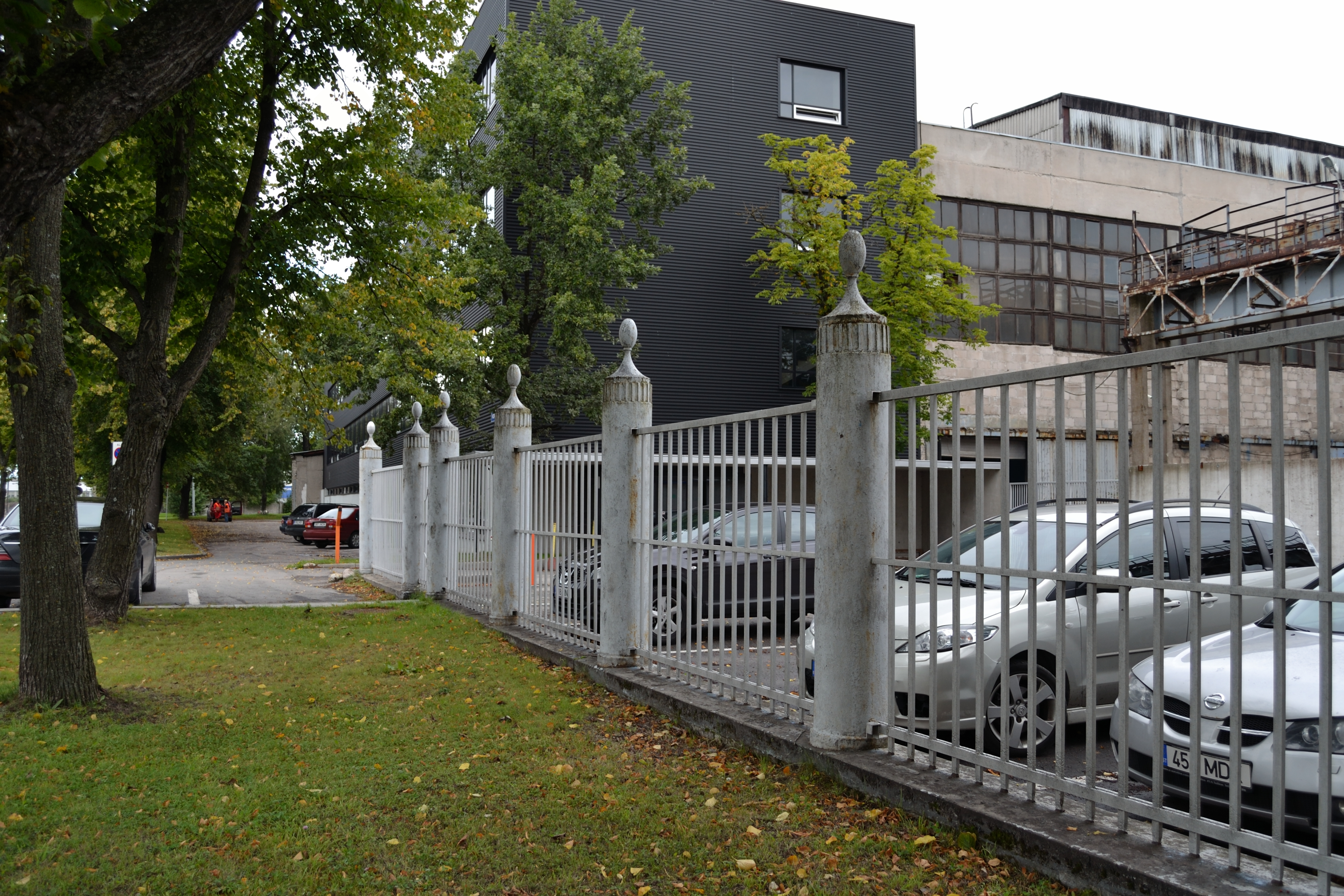
Чугунная ограда завода Франца Крулля

Несколько объектов, связанных с акционерным обществом «Franz Krull», внесены в Эстонский Государственный регистр памятников культуры. К ним относятся:
- кузнечный цех[20] (1900), Таллин, улица Копли 70а (Tallinn, Kopli tänav 70a);
- сборочный цех[21] (1909), Таллин, улица Копли 70б (Tallinn, Kopli tänav 70);
- склад[22] (1930), Таллин, улица Вольта 1д (Tallinn, Volta tänav 1d);
- слесарно-монтажный цех[23] (1950-е годы), Таллин, улица Вольта 1c (Tallinn, Volta tänav 1c);
- чугунная ограда[24] (1931), Таллин, улица Копли 70 (Tallinn, Kopli tänav 70);
- башенный колокол[25] (1889, чугун), волость Аэгвийду, Аэгвийдуская церковь;
- башенный колокол[26] (1931, бронза), уезд Сааремаа, деревня Метскюла, Метскюлаская Церковь Сретения Господня;
- башенный колокол[27] (1933, бронза), уезд Харьюмаа, церковь деревни Вахасту;
- башенный колокол[28] (1934, бронза), уезд Ида-Вирумаа, деревня Яама, Яамаская церковь Святого Николая;
- башенный колокол[29] (1936, чугун), уезд Ляэне-Вирумаа, посёлок Туду, Тудуская церковь;
- башенный колокол[30] (1936, бронза), Кунда, Кундаская церковь (Kunda, Mere tee);
- башенный колокол[31] (1938, бронза), волость Ания, мыза Пиква, деревня Пиква, часовня Микаэля.

2021 год
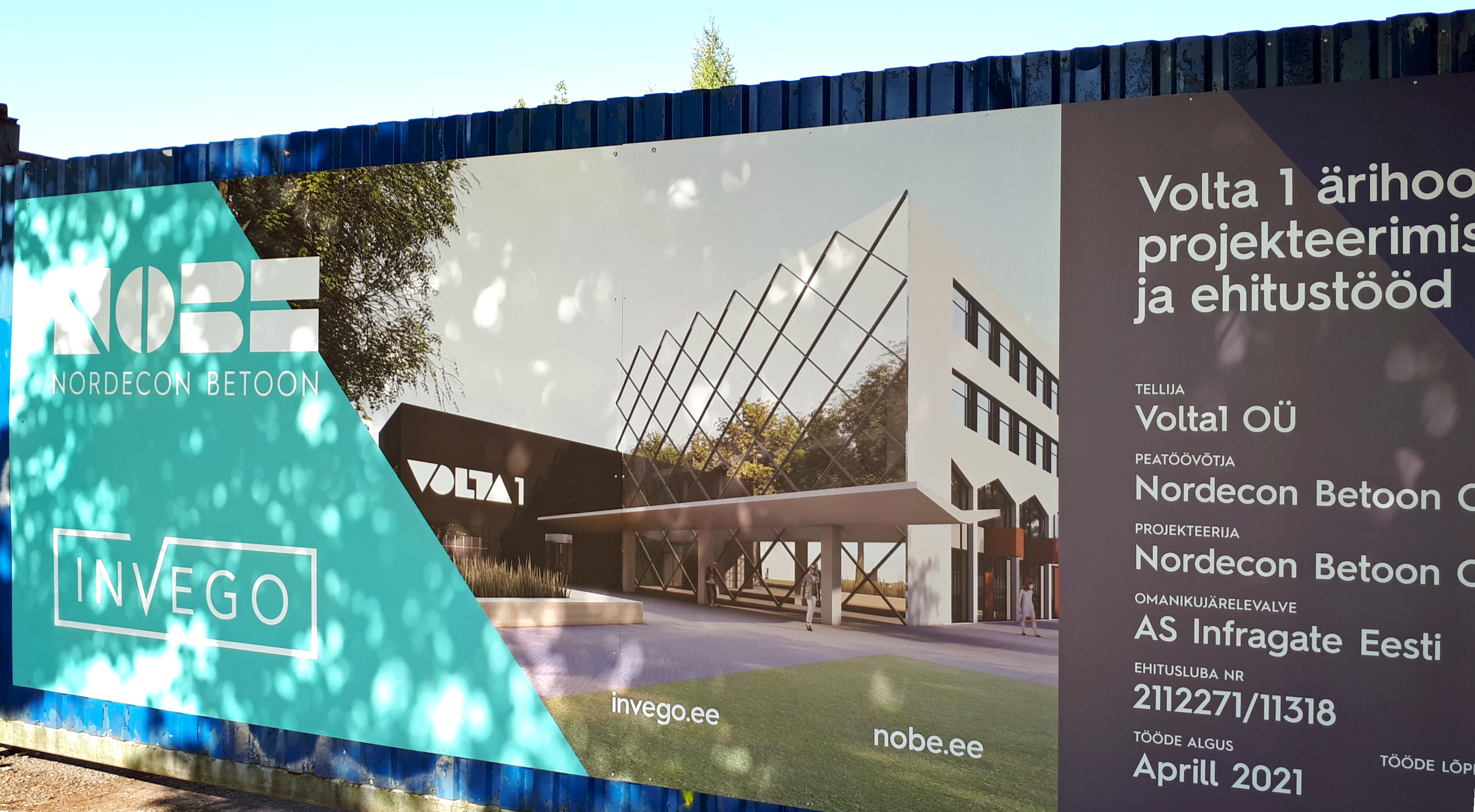
Улица Копли 68: административное здание машзавода было перестроено в новое офисное здание
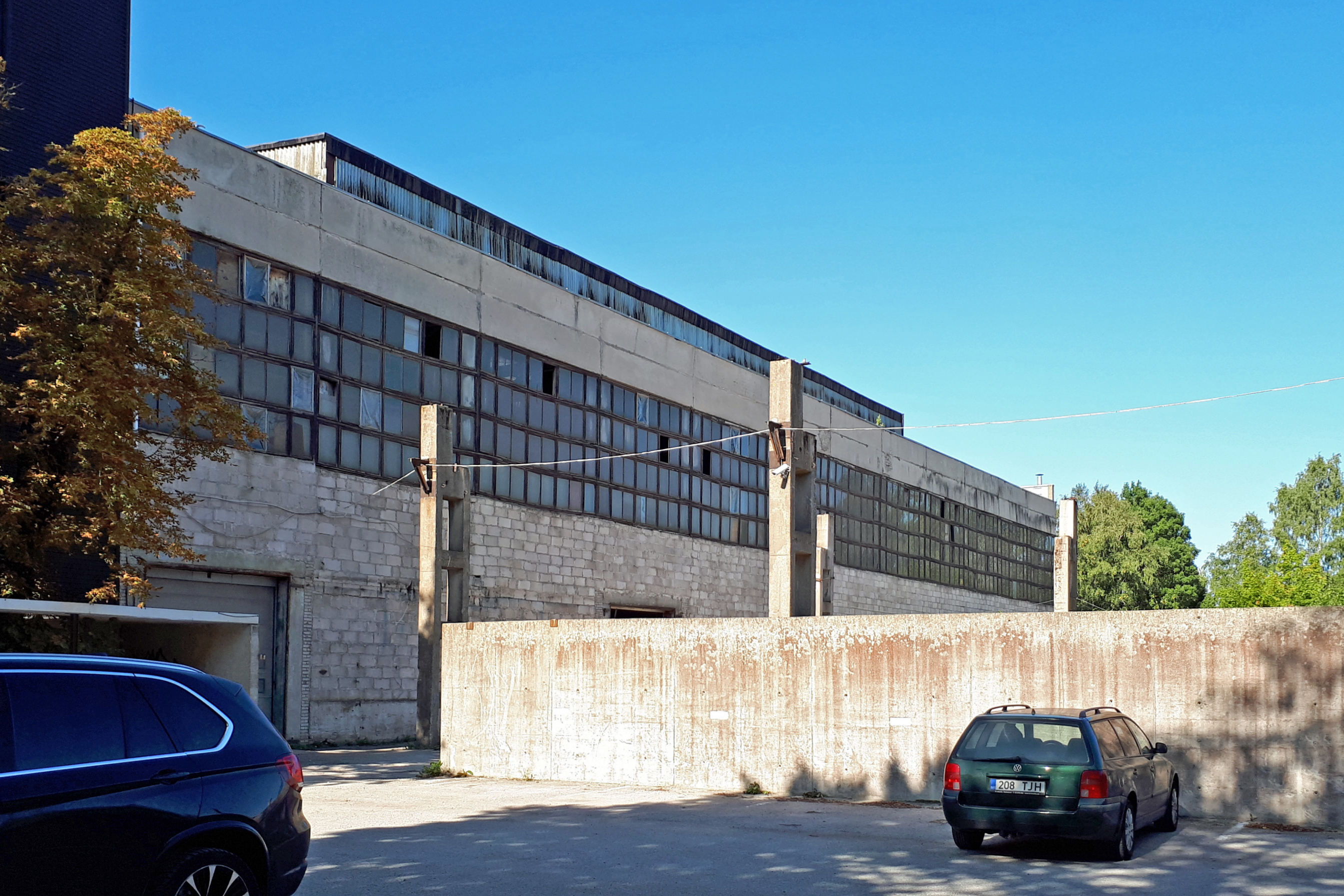
Улица Копли 70А: один из производственных корпусов бывшего машзавода
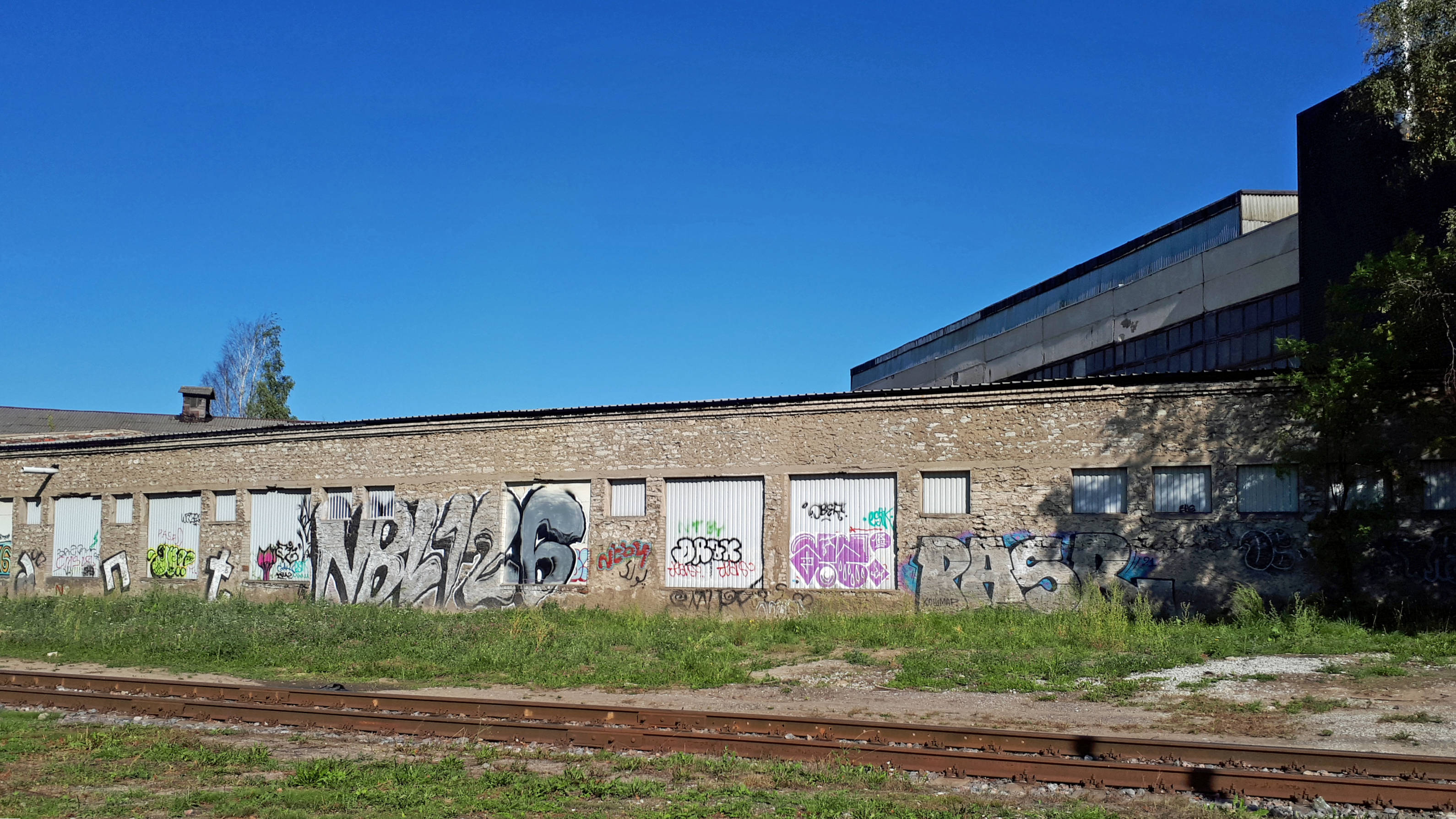
Улица Копли 70А: производственные здания бывшего машзавода